# David Graeber

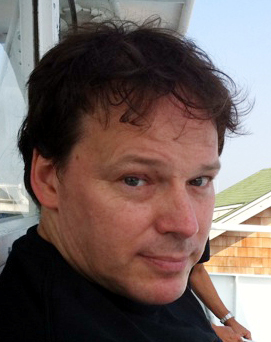
David Graeber

David Rolfe Graeber (* 12. Februar 1961 in New York; † 2. September 2020 in Venedig) war ein US-amerikanischer Kulturanthropologe und Publizist, der anarchistische Positionen vertrat. Er lehrte an der London School of Economics and Political Science.
Graeber war einer der Initiatoren der Bewegung Occupy Wall Street und Miterfinder von deren Motto „We are the 99 percent“. Bekanntheit erlangte er unter anderem auch durch seine in den 2010er Jahren veröffentlichten Bücher Debt: The First 5000 Years, The Utopia of Rules und Bullshit Jobs.

## Leben
Seine Eltern waren gebildete Arbeiter und in linken Gruppen aktiv; zu seinen Vorfahren gehörten osteuropäische Juden mit deutscher Verwandtschaft. Sein Vater kämpfte im Spanischen Bürgerkrieg (1936–1939) und kehrte als überzeugter Anarchist zurück. Graeber wuchs in New York in einer von radikalem politischen Denken bestimmten Wohngemeinschaft auf.
David Graeber war Autor von Fragments of an Anarchist Anthropology (dt. Fragmente einer anarchistischen Anthropologie, erschienen als Frei von Herrschaft) und Towards an Anthropological Theory of Value: The False Coin of Our Own Dreams (dt. Die falsche Münze unserer Träume. Wert, Tausch und menschliches Handeln). Seine Promotion an der University of Chicago wurde von Marshall Sahlins betreut. Ausgiebige Feldforschungen in Madagaskar im Rahmen eines zwanzigmonatigen Fulbright-Stipendiums resultierten 1996 in seiner Doktorarbeit The Disastrous Ordeal of 1987: Memory and Violence in Rural Madagascar (dt. Die katastrophale Tortur von 1987: Erinnerung und Gewalt im ländlichen Madagaskar), in der Graeber sich mit der anhaltenden sozialen Spaltung zwischen den Nachfahren des Adels und den Nachfahren ehemaliger Sklaven befasst.
Seit Mai 2005 arbeitete Graeber an der Herausgabe zweier Bücher: Reinventing Revolution (dt. Revolution neu erfinden, erschienen als Kampf dem Kamikaze-Kapitalismus) und Direct Action: An Ethnography (dt. Direkte Aktion: Eine Ethnografie). Zusammen mit Giovanni Da Col gründete er 2011 die Zeitschrift Hau. Journal for Ethnographic Theory, als deren Mitherausgeber er bis zum Skandal um Da Cols Führungsstil Anfang 2018 fungierte. Da Col wurden als Chefredakteur unter anderem die Ausbeutung und das Mobbing von Mitarbeitern vorgeworfen; mehrere ehemalige Mitarbeiter und Mitglieder des Editorial Boards hatten Da Col dafür öffentlich angegriffen. Im Juni 2018 veröffentlichte Graeber eine Entschuldigung, in der er sich von Da Col distanzierte. Er bat zudem um Verzeihung dafür, sich nicht früher kritisch mit dem Arbeitsklima in der Redaktion auseinandergesetzt, Warnsignale zu lange ignoriert und mit seinem Namen zur Aufrechterhaltung der fachweiten Reputation von Hau beigetragen zu haben.

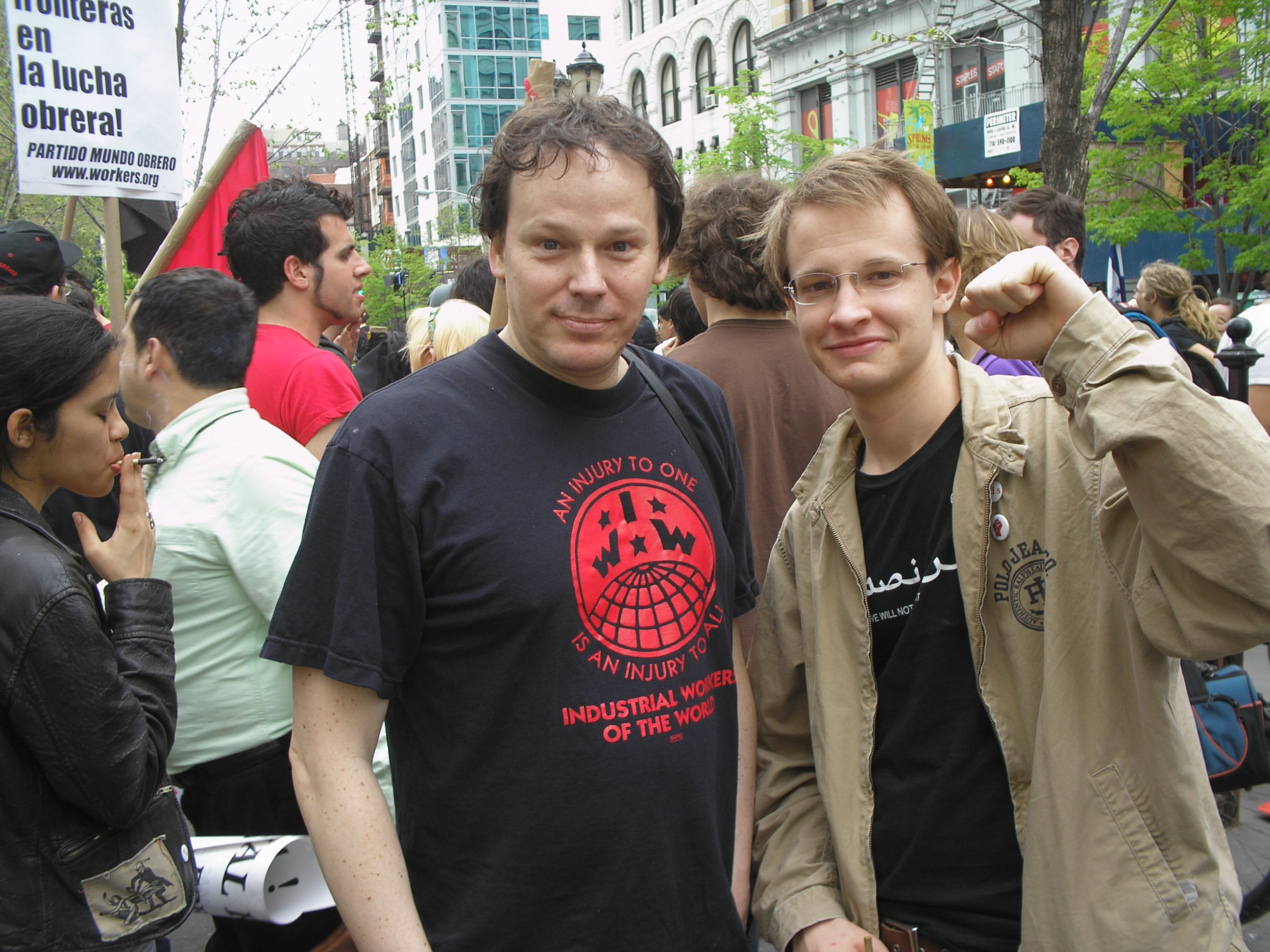
David Graeber (links, mit T-Shirt der IWW) auf einer Erster-Mai-Veranstaltung in New York City, 2007

Graeber war ein bekannter sozialer und politischer Aktivist, der unter anderem 2002 an den Protesten gegen das Weltwirtschaftsforum in New York City teilnahm. Darüber hinaus war er Mitglied der Gewerkschaft Industrial Workers of the World und der Internationalen Organisation für eine Partizipatorische Gesellschaft.
Bis Juni 2007 war Graeber Assistant Professor für Anthropologie an der Yale University, wo die umstrittene Entscheidung getroffen wurde, Graebers Vertrag nicht zu erneuern. Stattdessen lehrte er bis zum Sommer 2013 Sozialanthropologie am Goldsmiths College der Universität London und wechselte daraufhin an die anthropologische Fakultät der London School of Economics.
Graeber war ab April 2019 mit der Künstlerin und Autorin Nika Dubrovsky verheiratet, mit der er die Buchreihe Anthropology4Kids herausgab, die Kindern ethnologische Themen und Fragestellungen vermittelt. Am 2. September 2020 wurde Graeber auf einer Urlaubsreise in ein venezianisches Krankenhaus eingeliefert. Dort verstarb er kurz vor Mitternacht an inneren Blutungen. Seine Partnerin gab später als Todesursache eine nekrotisierende Pankreatitis an und spekulierte über einen Zusammenhang mit COVID-19.

## Positionen
Graeber kritisiert in seinen Werken aus der Perspektive des Anthropologen die Fundamente des ökonomisch-gesellschaftlichen Systems. Es würde Menschen zu sinnloser Beschäftigung en masse statt zu sinnfüllender Arbeit in Maßen verurteilen:

„In the year 1930, John Maynard Keynes predicted that, by century’s end, technology would have advanced sufficiently that countries like Great Britain or the United States would have achieved a 15-hour work week. There’s every reason to believe he was right. In technological terms, we are quite capable of this. And yet it didn’t happen. Instead, technology has been marshaled, if anything, to figure out ways to make us all work more. In order to achieve this, jobs have had to be created that are, effectively, pointless. Huge swathes of people, in Europe and North America in particular, spend their entire working lives performing tasks they secretly believe do not really need to be performed. The moral and spiritual damage that comes from this situation is profound. It is a scar across our collective soul. Yet virtually no one talks about it.“

„1930 sagte John Maynard Keynes voraus, dass die Technologie bis zum Ende des Jahrhunderts so weit fortgeschritten sein würde, dass Länder wie Großbritannien oder die Vereinigten Staaten eine 15-Stunden-Woche erreicht haben würden. Alles deutet darauf hin, dass er recht hatte. Technologisch gesehen sind wir hierzu in der Lage. Dennoch passierte dies nicht. Stattdessen wurde Technologie dafür eingesetzt, dass wir alle mehr arbeiten. Um dies zu erreichen, mussten Jobs geschaffen werden, die im Resultat sinnlos sind. Große Mengen an Menschen, insbesondere in Europa und Nordamerika, verbringen ihr gesamtes Arbeitsleben damit, Tätigkeiten auszuführen, von denen sie heimlich denken, dass sie eigentlich nicht getan werden müssten. Der moralische und spirituelle Schaden, der aus dieser Situation entsteht, ist schwerwiegend. Es ist eine Wunde in unserer kollektiven Seele. Doch praktisch niemand spricht hierüber.“

Anschließend an die Interpretation der Finanzwirtschaft beschäftigte sich Graeber mit dem Homo oeconomicus, wie er nach Graebers Auffassung nicht nur in den Wirtschaftswissenschaften, sondern davon abgeleitet auch in der Verhaltensforschung an Menschen und Tieren angenommen werde. Er bezieht sich darin insbesondere auf Pjotr Alexejewitsch Kropotkin und spricht sich gegen radikalen Neo-Darwinismus aus, für den er Richard Dawkins und Daniel Dennett ansetzt. Graeber proklamiert ein Prinzip der spielerischen Freiheit, laut dem jegliches Leben „unter gewissen Umständen ein Ziel darin hat, seine komplexesten Fähigkeiten auszuüben.“ Seine erste Veröffentlichung zum Thema war ein Essay im Februar 2014.
Graeber nahm aktiv an der öffentlichen Debatte um Auswege aus der Klimakrise teil. So war er Mitunterzeichner eines im Dezember 2018 veröffentlichten offenen Briefes, der den politischen Führern (political leaders) weltweit ein Scheitern bei der Thematisierung der Krise vorwirft und dazu aufruft, sich Bewegungen wie Extinction Rebellion anzuschließen und einen Konsumverzicht zu leisten.

## Auszeichnungen
- 2012: Bread and Roses Award für Debt: The first 5,000 Years
- 2012: proZukunft Top Ten der Zukunftsliteratur 2012 (ausgewählt von der Robert-Jungk-Bibliothek für Zukunftsfragen) für Schulden: Die ersten 5000 Jahre

Nika Dubrovsky und Vertraute Graebers gründeten posthum das David Graeber Institute (DGI), das sich Projekten für sozial und ökologisch gerechte Gesellschaften widmen soll.

## Schriften (Auswahl)
- Toward an Anthropological Theory of Value: The False Coin of Our Own Dreams. Palgrave, New York 2001, ISBN 0-312-24044-9.
  - Die falsche Münze unserer Träume. Wert, Tausch und menschliches Handeln. Diaphanes, Zürich 2012, ISBN 978-3-03734-242-8.[19]
- Fragments of an Anarchist Anthropology. Prickly Paradigm Press, Chicago 2004, ISBN 0-9728196-4-9.
  - Frei von Herrschaft. Fragmente einer anarchistischen Anthropologie. Peter Hammer, Wuppertal 2008, ISBN 978-3-7795-0208-1.
- Direct Action: An Ethnography. AK Press, Edinburgh Oakland 2009, ISBN 978-1-904859-79-6.
  - Direkte Aktion. Ein Handbuch. Edition Nautilus, Hamburg 2013, ISBN 978-3-89401-775-0.
- Debt: The First 5,000 Years. Melville House, Brooklyn, N.Y. 2011, ISBN 978-1-933633-86-2.
  - Schulden: Die ersten 5000 Jahre. Klett-Cotta, Stuttgart 2012, ISBN 978-3-608-94767-0 (Taschenbuchausgabe: Goldmann, München 2014, ISBN 978-3-442-15772-3).
- Revolutions in Reverse: Essays on Politics, Violence, Art, and Imagination. Minor Compositions, London / New York 2011, ISBN 978-1-57027-243-1.
  - Kampf dem Kamikaze-Kapitalismus. Es gibt Alternativen zum herrschenden System. Pantheon, München 2012, ISBN 978-3-570-55197-4.
- Inside Occupy. Campus, Frankfurt am Main 2012, ISBN 978-3-593-39719-1 (englisch: Occupy.).
- (R)evoluční ekonomie o systému a lidech. 65.pole 2013, ISBN 978-80-87506-28-8; mit Tomáš Sedláček.
  - (R)evolution oder Evolution: Das Ende des Kapitalismus? Gespräch mit Roman Chlupatý. Hanser, München 2013, ISBN 978-3-446-44304-4; mit Tomáš Sedláček, übersetzt aus dem Englischen von Hans Freundl.
- The Utopia of Rules: On Technology, Stupidity, and the Secret Joys of Bureaucracy. Melville House, 2015, ISBN 978-1-61219-375-5.
  - Bürokratie. Die Utopie der Regeln. Klett-Cotta, Stuttgart 2016, ISBN 978-3-608-94752-6.
- Gesetze entstehen aus gesetzwidrigen Aktivitäten. In: Haus Bartleby (Hrsg.): Das Kapitalismustribunal. Zur Revolution der ökonomischen Rechte (Das rote Buch). Herausgegeben von Alix Faßmann, Anselm Lenz und Hendrik Sodenkamp. Übersetzt von Corinna Popp, Viktor Kucharski, Anselm Lenz. Haus Bartleby e. V. Passagen, Wien 2016, ISBN 978-3-7092-0220-3, S. 85–87.
- mit Marshall Sahlins: On Kings. Hau Books, Chicago 2017, ISBN 978-0-9861325-0-6 (Buch als PDF auf Verlagsseite).
  - Über Könige. Versuche einer Archäologie der Souveränität, aus dem amerikanischen Englisch von Daniel Fastner, Verlag Klaus Wagenbach, Berlin 2022, ISBN 978-3-8031-5193-3.
- Bullshit Jobs: A Theory. Simon & Schuster, New York 2018, ISBN 978-1-5011-4331-1.
  - Bullshit Jobs: Vom wahren Sinn der Arbeit. Klett-Cotta, Stuttgart 2018, ISBN 978-3-608-98108-7.
- Les Pirates des Lumières ou la véritable histoire de Libertalia, Libertalia, Montreuil 2019, ISBN 978-2-37729-106-9. 
  - Piraten. Auf der Suche nach der wahren Freiheit. Aus dem Englischen übersetzt von Werner Roller, Klett-Cotta, Stuttgart 2023, ISBN 978-3-608-98719-5.
- Anarchie – oder was? Gespräche mit Mehdi Belhaj Kacem, Nika Dubrovsky und Assia Turquier-Zauberman. Diaphanes, Zürich 2020, ISBN 978-3-0358-0276-4.
- The Dawn of Everything: A New History of Humanity. Farrar, Straus and Giroux, New York 2021, ISBN 978-0-374-15735-7. mit David Wengrow.
  - Anfänge. Eine neue Geschichte der Menschheit. Klett-Cotta, Stuttgart 2022, ISBN 978-3-608-98508-5. mit David Wengrow, übersetzt aus dem Englischen von Henning Dedekind, Helmut Dierlamm und Andreas Thomsen.[20]
- Einen Westen hat es nie gegeben & Fragmente einer anarchistischen Anthropologie. Unrast, Münster 2022, ISBN 978-3-89771-193-8.[20]
- Nika Dubrovsky (Hrsg.): The Ultimate Hidden Truth of the World. Allen Lane, London 2024, ISBN 978-0-241-61155-5.

### Allgemeines
- Offizielle Website (englisch)
- Joseph Hill: Solidarity with David Graeber. In: geocities.com. Archiviert vom Original (nicht mehr online verfügbar) am 26. Oktober 2005 (englisch).
- Peter Niedersteiner, Falko Zemmrich: Anarchistische Anthropologie – Wer hat unsere Macht? In: Ethnologik. Nr. 1/2007 (wiedergegeben auf anarchismus.at).
- Frank Lübberding: FAZ.NET-Frühkritik: Maybrit Illner: Kommunismus oder Naturalwirtschaft? In: FAZ.net. 25. Mai 2012.
- David Graeber bei IMDb
- David Graeber obituary, The Guardian, 9. September 2020
- David Graeber obituary, The Times, 22. September 2020
- graeber community im Fediversum

### Interviews
- Leopold Stephan: Interview: David Graeber: „Ein Drittel unserer Jobs ist sinnlos“. In: Der Standard. 27. Dezember 2018.
- Stephan Klapproth: David Graeber: Wir bürokratisieren uns zu Tode. (mp4-Video; 893 MB; 58:34 Minuten) In: SRF-Sendung „Sternstunde Philosophie“. 1. Mai 2016.
- Stefan Fuchs: Ökonomie des glücklichen Lebens (3/3) – Die Entschuldung und Erneuerung der Gesellschaft. In: Deutschlandfunk-Sendung „Essay und Diskurs“. 30. Juni 2013 (Interview mit David Graeber).
- Chris Burnell: Anarchism – What is it? What does it mean? And how does it manifest itself in a globals justice movment? (mp3-Audio; 26,6 MB; 58:10 Minuten) In: Indymedia on Air. 4. Januar 2005 (englisch, Radiointerview mit David Graeber über Anarchismus und Ethnologie).